# Олешківський опорний заклад освіти № 4
Олешківський опорний заклад освіти № 4 — середній освітній комунальний навчальний заклад підпорядкован Олешківській міській раді.

## Історія школи
1 вересня 1975 року на житлоселищі міста Цюрупинська (нині місто Олешки) з'явилася нова загальноосвітня школа і ось уже 44 років вона гостинно відкриває двері для дітей міста. За ці роки школа напрацювала позитивний імідж не тільки в місті, а й далеко за його межами. У 2004 році навчальний заклад став спеціалізованим з поглибленим вивченням предметів природничо-математичного та суспільно-гуманітарного циклів. У 2010 році за рішенням районної ради школа знову змінила свій статус і стала Цюрупинською спеціалізованою школою І-ІІІ ст. № 4 з поглибленим вивченням предметів природничо-математичного напряму.
З 1982 року у школі успішно працюють класи з поглибленим вивченням математики, що і зумовило зміну її статусу. Навчальний заклад має свої традиції, які напрацьовувалися упродовж тридцяти шести років. Учні разом з групою вчителів розробили символіку школи. Герб — це мудра сова, яка символізує силу знань. Під звуки шкільного гімну ми проводимо усі урочисті заходи. А з 2010 року маємо і прапор, що є символом шкільної родини.
Педагогічний колектив школи висококваліфікований, творчий, завжди у пошуку нових підходів до навчання та виховання. Держава високо оцінила досягнення учителів школи. За 37 років трьом учителям присвоєно звання Заслужений учитель України. Це учитель англійської мови, нині пенсіонер, Горюнова Антоніна Олександрівна, учитель математики Оксененко Віктор Якович, учитель української мови та літератури Оксененко Людмила Василівна. Із 80 педагогів, що працюють сьогодні у школі, 45 є спеціалістами вищої категорії, 12 — мають звання «учитель-методист», 15 — «старший учитель». Учителі школи використовують у повсякденній роботі новітні технології, впроваджують інтерактивні форми та методи навчання, що дає змогу зробити уроки цікавими та змістовними. 68 відсотків учителів школи досконало володіють інформаційно-комунікаційними технологіями. Кабінети школи мають сучасне обладнання: комп'ютери, проектори, телевізори. У 2011 році у кабінеті фізики було встановлено віртуальну лабораторію. З 2004 по 2008 рік учителі школи брали участь у всеукраїнському експерименті з апробації електронних засобів навчання. Учителем інформатики Ластовецьким Василем Васильовичем запроваджено електронний облік знань учнів.

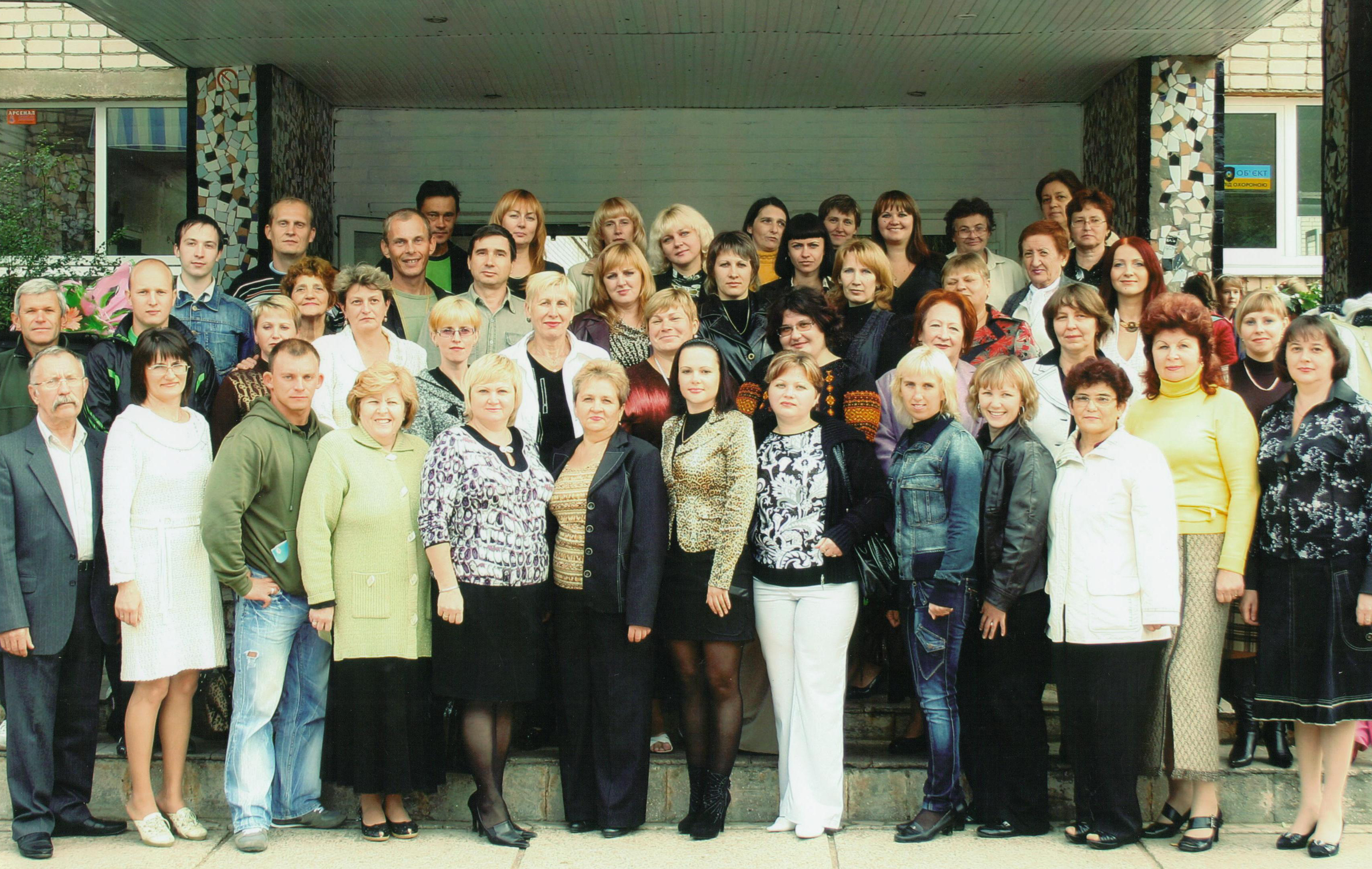
Учителі школи

У школі створена база передового педагогічного досвіду, яка щорічно поповнюється під час атестації учителів.
Кожного року педагоги школи беруть участь у конкурсі «Учитель року». Найбільш плідним став 2009—2010 навчальний рік, коли учитель-методист, спеціаліст вищої категорії, Чернявська Наталія Миколаївна стала переможцем обласного та лауреатом республіканського етапів конкурсу. Лауреатом обласного конкурсу у 2007 році була учитель історії Кошева Інна Миколаївна. Переможцями та лауреатами районного конкурсу у різні роки стали учителі Холодар Ірина Іванівна, Борисов Володимир Іванович, Якущенко Алла Вікторівна, Штанько Надія Миколаївна, Буганов Віталій Костянтинович, Кривошеєв Олександр Петрович, Бєлоусова Наталія Григорівна. Є переможці і у конкурсі «Класний керівник року». Це Горбань Тетяна Ігорівна, Соколенко Яніна Едуардівна, Науменко Олена Віталіївна, Завгородня Вероніка Михайлівна, Галяк Тетяна Олександрівна.

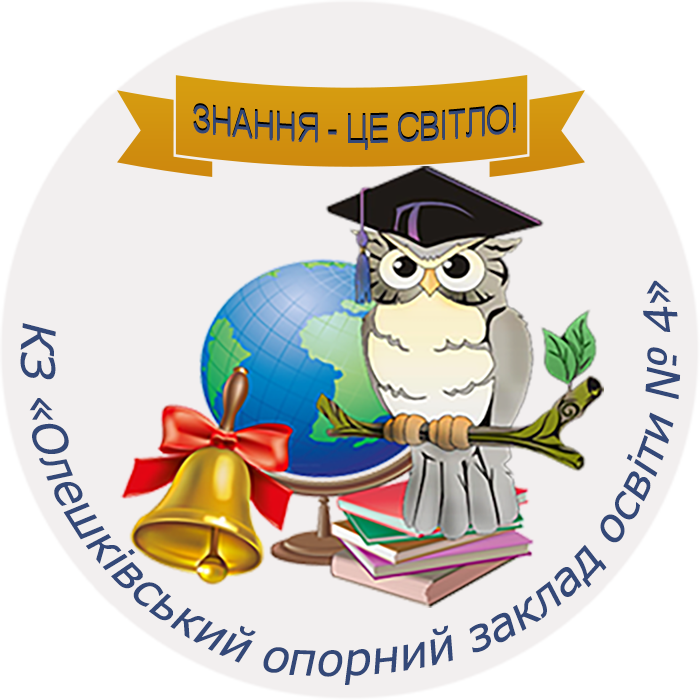
Герб закладу

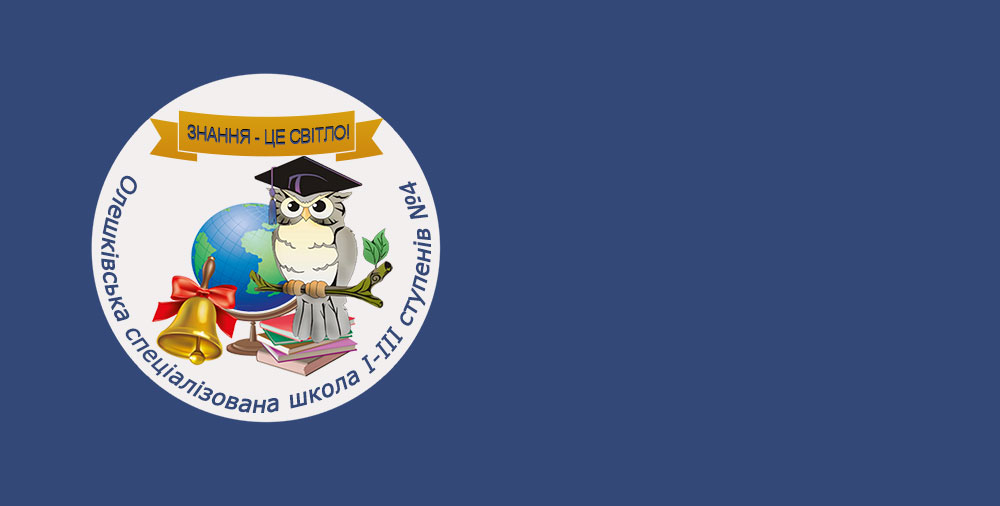
Прапор закладу

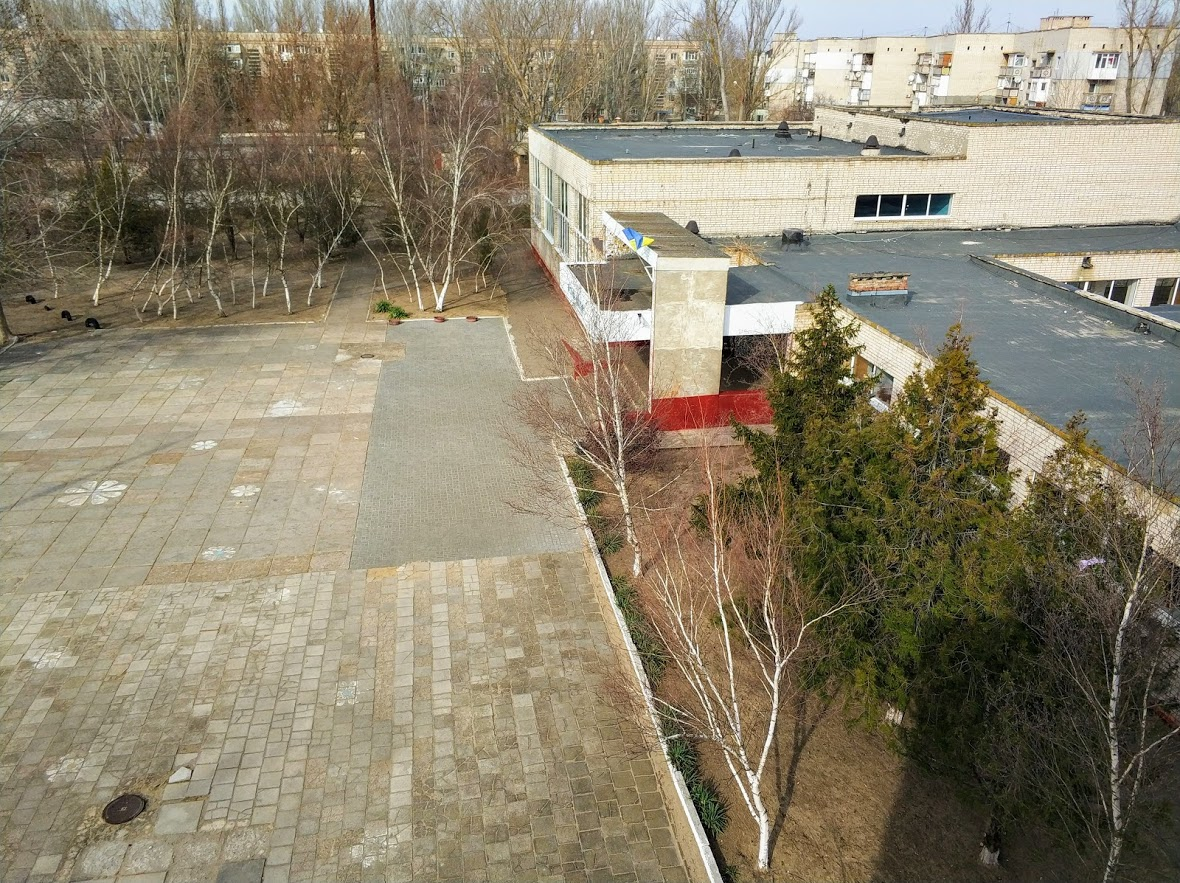
Парадний вхід до закладу, лютий 2020

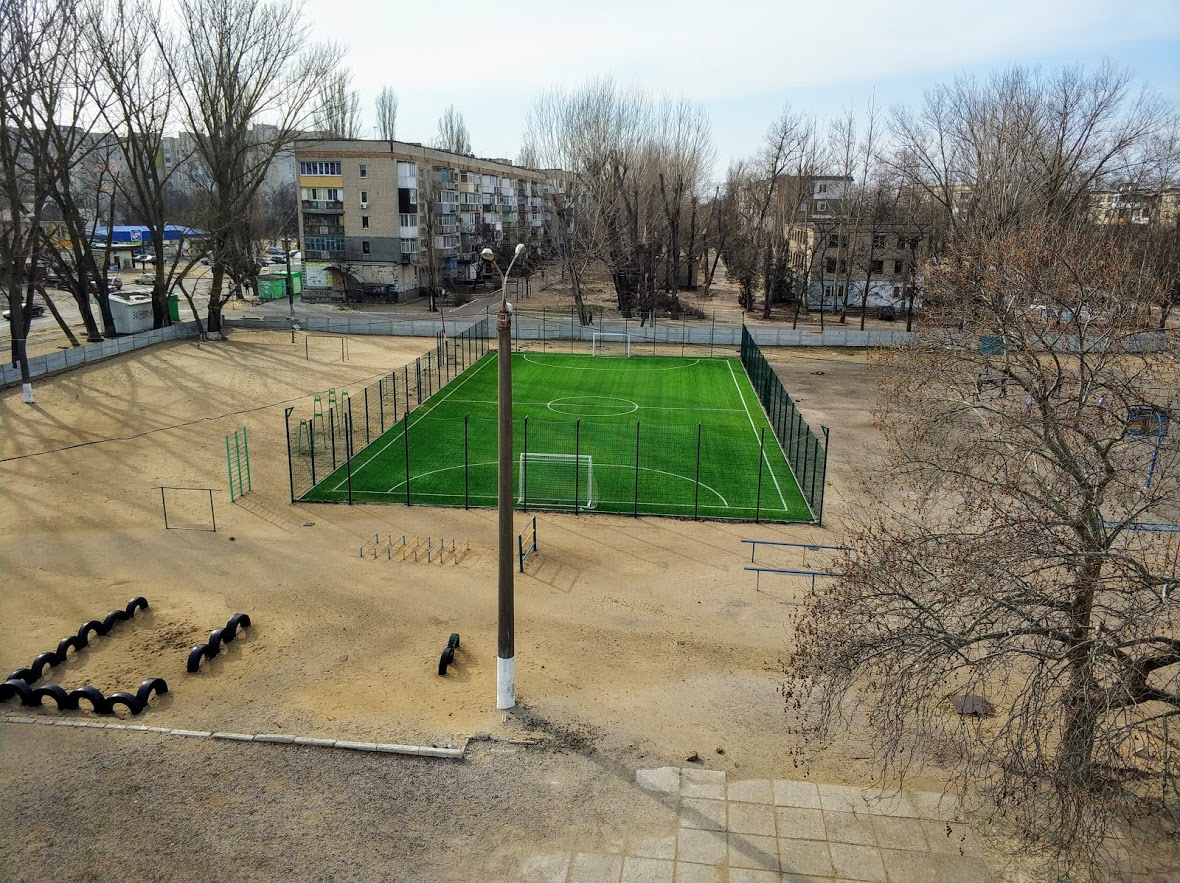
Спортивний майданчик з міні-футболу, відкритий у березні 2019

Однією з форм методичної роботи є проведення предметних тижнів, під час яких учителі демонструють свої досягнення, результатом таких тижнів з 2008 року є випуск інформаційно-методичного бюлетеня «Педагогічні етюди».
Усе це спрямовано на створення належних умов для розвитку кожного школяра. Зараз у школі навчається 904 учні. Моніторинг навчальних досягнень свідчить про зростання якості знань. У минулому році вона становила 57 відсотків.
За 37 років існування школа випустила три тисячі шістнадцять учнів. Із них 133 нагороджені золотою медаллю, 74 — срібною. Учні школи беруть активну участь в олімпіадах, конкурсах, посідають призові місця.
Розвивати творчу особистість ми починаємо з першого класу. Для цього створено усі умови. Батьки першокласників мають змогу обирати мову навчання (російську чи українську), форму навчання — традиційну, розвивальне навчання, програму «Росток». У кабінеті, де діти навчаються за цією програмою, встановлено мультимедійний комплекс.
Уже з другого класу учні початкової школи є активними учасниками шкільних олімпіад, всеукраїнських конкурсів «Кенгуру», «Патріот», «Русский медвежонок», «Колосок». 10 років у першій ступені працює клуб «Ерудит».
У 2007 році на базі школи розпочав роботу районний ресурсний центр розвивального навчання, що став осередком поширення перспективного передового досвіду серед учителів району. Керує центром учитель-методист, спеціаліст вищої категорії Швець Світлана Миколаївна.
У 2008 році у школі розпочалася експериментальна робота всеукраїнського рівня «Формування культури мислення молодших школярів» під керівництвом кандидата психологічних наук, доцента Митника Олександра Яковича. У ході проведення науково-дослідницької роботи було запровадження викладання курсу «Логіка». Хід цього експерименту було представлено на виїзному засіданні наукової ради Херсонської академії неперервної освіти. На базі школи була проведена конференція за участю керівника експерименту Митника Олександра Яковича. Як результат: педагогами Швець Світланою Миколаївною та Буряк Галиною Миколаївною розроблено серію уроків та зразки дидактичного матеріалу для уроків логіки та цікавої математики, видано збірку матеріалів «Формування культури мислення молодшого школяра», наочний посібник «Зошит з математики з логічним навантаженням для учнів 2-го класу», який отримав гриф Міністерства освіти.
Для учнів середніх та старших класів у школі створено умови для всебічного розвитку особистості. Для цього запроваджується поглиблене вивчення предметів, факультативи, курси за вибором. Учні школи беруть участь у олімпіадах різних рівнів, конкурсах, інтелектуальних турнірах, займаються проектною діяльністю. З двохтисячного року у школі працює наукове товариство учнів «Інтелект», члени якого захищають науково-дослідницькі роботи в Малій академії наук України.
Формуванню гармонійної особистості, збереженню і зміцненню морального і фізичного здоров'я сприяють клуби, що працюють у школі. Це еколого-краєзнавчий клуб «Перлина», заснований тисяча дев'ятсот дев'яносто шостого року. За цей час члени клубу неодноразово були переможцями експедицій «Краса і біль України», «Історія міст і сіл України», «Сто чудес України», «Молодь тестує якість» та інші. Членами клубу під керівництвом Чернявської Наталії Миколаївни розроблено туристичний маршрут «Цюрупинщина — перлина Херсонщини».
Члени клубу «Робінзон», керівник Шумбасов Микола Іванович, люблять подорожувати: Київ, Львів, Автономна Республіка Крим, Херсонська область, Карпати, Одеса і багато інших міст і сіл України. Подорожують пішки, на поїзді, автобусі, велосипедах.
Із задоволенням учні школи відвідують клуби «Молода Січ», «Правознавець», «Стихотворная лагуна», «Шкільний прес-центр», театр моди «П'ятий елемент», євроклуб «Єдність», який є кращим у районі та одним із кращих у області. Керує клубом Сухіх Інесса Михайлівна.
Центром вивчення історії рідного краю є шкільний музей імені Сухарчук Ітти Григорівни (керівник — Семка Ольга Миколаївна). Йому у 2011 році було присвоєно звання «Зразковий».
Основою виховної роботи школи є колективні творчі справи.
Шість років поспіль у школі проходить свято «Под крышей дома своего». У цьому навчальному році воно співпало з підведенням підсумків колективної творчої справи «Україно! Ти для мене диво!». У цей день до школи запрошуються батьки, випускники, представники громадськості, учителі-пенсіонери. Для дітей початкової школи проходить свято «Щедра осінь», учні середніх та старших класів готують виставки поробок, ярмарки страв, тематичні букети. Заключним дійством у цьому році став Майданс, підготовлений учнями під керівництвом Тимошенко Олени Віталіївни.
Тематика колективних творчих справ найрізноманітніша: Ось тільки декілька з них: «Сходинки до успіху», «Країни ЄЕС», «Математика — цариця наук», «Любимой школе посвятим души прекрасные порывы», «Фізика — це насолода», «По страницам литературных произведений».
Учні школи у співдружності з педагогами працюють над створенням соціальних проектів: газета «SMS-ка», «Цюрупинськ: учора — сьогодні», «Завод і школа. Судьбы. События. Факты». У 2010 році школу було нагороджено Дипломом міжнародного благодійного фонду «Україна 3000» за соціальний проект «Молодіжна робота без меж».
Талановитими майстринями з вишивання славиться школа завдяки Мав'ян Тетяні Вікторівні, бо це вона навчає дівчаток гаптувати рушники та сорочки. Саме завдяки їй у нас з'явився рушник шкільної єдності, вишитий ученицями класів технологічного профілю.
Кожен навчальний рік у школі закінчується традиційним фестивалем обдарованих дітей «Надія», в журі якого входять представники ради школи. Переможці визначаються за номінаціями і тими досягненнями, що мали упродовж навчального року. Вони отримують сертифікати.
На святі останнього дзвоника підводиться підсумок конкурсу, що триває протягом року. Визначається кращий клас та кращий учень року. Переможці нагороджуються дипломами та преміями.
Багата школа і на спортивні досягнення. Неодноразово шкільні команди ставали переможцями районної спартакіади школярів, брали участь в обласних змаганнях. На території закладу працював клуб бойових мистецтв, під керівництвом Заслуженого тренера України Зіньківського Сергія Григоровича. Є серед учнів школи і чемпіони Європи та України. Це Біла Влада та Кім Анастасія. Усі ці досягнення дають змогу школі посідати перші позиції у районному рейтингу, а за результатами 2010—2011 н.р. — стати переможцями.
4 січня 2021 року на четвертій позачерговій сесії депутати Олешківської міської ради VIII скликання прийняли рішення № 71 де вирішили:
- п.1 Олешківській міській раді увійти до складу засновників наступних закладів загальної середньої освіти та взяти на баланс Олешківську спеціалізовану школу І-ІІІ ступенів № 4 з поглибленим вивченням предметів природничо-математичного напряму Олешківської районної ради Херсонської області (код ЄДРПОУ 24957205);

- п.2 Змінити назву закладу загальної середньої освіти «Олешківська спеціалізована школа І-ІІІ ступенів № 4 з поглибленим вивченням предметів природничо-математичного напряму Олешківської районної ради Херсонської області» на «Комунальний заклад „Олешківська спеціалізована школа І-ІІІ ступенів № 4 з поглибленим вивченням предметів природничо-математичного напряму“ Олешківської міської ради».

У липні 2021 році школа набула статусу опорний заклад та перейменована в Комунальний заклад «Олешківський опорний заклад освіти № 4» Олешківської міської ради.

## Навчально-виховний комплекс
У грудні 2011 року з урахуванням профілізації закладу укладено угоду про визначення школи базовим навчальним закладом Херсонського національного технічного університету.

## Робота закладу в умовах окупації
- 6 травня 2022 року відбулося збройне захоплення будівлі військовими РФ, після чого зняли всю символіку України.
- 4 липня 2022 року Іванова Тетяна Миколаївна разом з військовими РФ призначила себе директором школи.

## Керівники

### Директори
- Шеченко Тарас Кузьмич
- Мельник Костянтин Михайлович
- Ганевич Любов Петрівна (1986—2008)
- Іващенко Тетяна Миколаївна (2008—2021)
- Штанько Надія Миколаївна (2021-…)

## Заслужені вчителі України
- Горюнова Антоніна Олександрівна
- Оксененко Віктор Якович
- Оксененко Людмила Василівна